# British Eagle International Airlines
British Eagle International Airlines (im Außenauftritt British Eagle) war eine britische Fluggesellschaft, die im Jahr 1968 Insolvenz angemeldet hat. Das Unternehmen war ursprünglich im Jahr 1948 als Eagle Aviation gegründet worden und firmierte anschließend unter den Namen Eagle Airways und Cunard Eagle Airways. Die Gesellschaft führte neben Linienflügen und Frachttransporten auch zivile sowie militärische Charterdienste durch.

## Geschichte

### Eagle Aviation (1948 bis 1953)

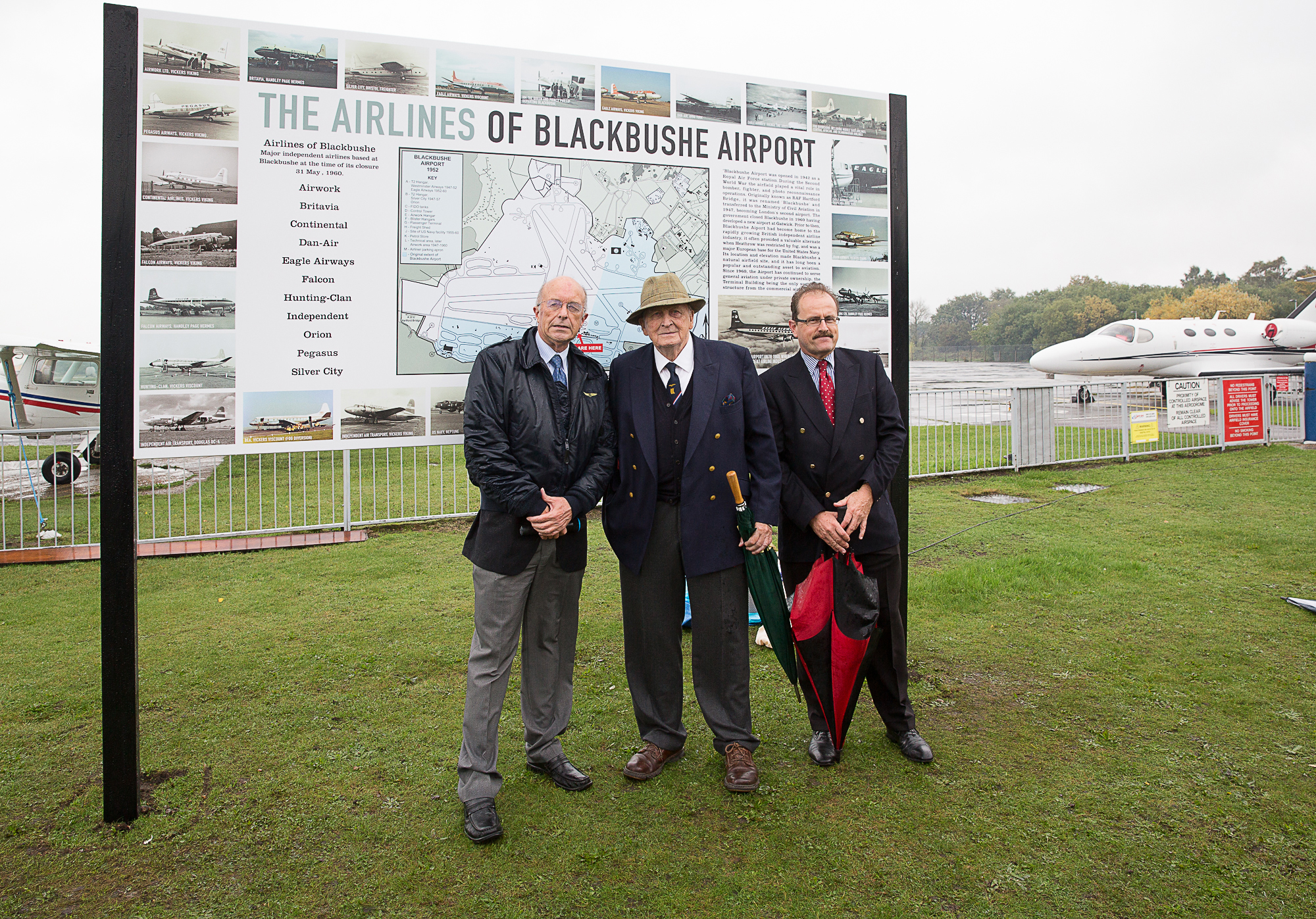
Eagle-Aviation-Gründer Harold Bamberg (Mitte) auf dem Blackbushe Airport im Jahr 2012

Die Gesellschaft wurde am 14. April 1948 von dem ehemaligen RAF-Piloten Harold Bamberg unter dem Namen Eagle Aviation als Frachtfluggesellschaft gegründet, um Obst aus dem Mittelmeerraum nach Großbritannien zu importieren. Anfangs war das Unternehmen auf dem Militärflugplatz Bovingdon in Hertfordshire ansässig. Der Flugbetrieb begann am 9. Mai 1948 zwischen Bovingdon und Verona (Italien) mit einem zum Transporter umgebauten Bombenflugzeug des Typs Handley Page Halifax, welches Bamberg von der Air Freight übernommen hatte. Als die Westalliierten im selben Jahr zusätzliche Flugzeuge für die Berliner Luftbrücke benötigten, konnte er erstmals einen militärischen Chartervertrag mit der Royal Air Force abschließen. Am 9. Oktober 1948 wurde eine zweite Halifax erworben. Beide Maschinen kamen im selben Monat vom Fliegerhorst Wunstorf auf Versorgungsflügen nach West-Berlin zum Einsatz. Ende 1948 erhielt die Gesellschaft zwei weitere Halifax und verlegte danach ihre Einsatzbasis auf den Flughafen Hamburg-Fuhlsbüttel. Nach Einstellung der Luftbrücke wurde der RAF-Stützpunkt Aldermaston in Berkshire zum neuen Heimatflugplatz des Unternehmens.
Im Jahr 1949 übernahm Eagle Aviation drei Avro York von der British Overseas Airways Corporation (BOAC), die eine wahlweise Beförderung von Fracht oder von bis zu 46 Passagieren ermöglichten. Die Maschinen kamen überwiegend auf zivilen Schwerlasttransporten sowie im Auftrag der RAF auf militärischen Verbindungsflügen nach Singapur, Kenia und in den Nahen Osten zum Einsatz. Als im August 1949 die auf dem Flughafen Tollerton beheimatete Blue-Line Airways in Konkurs ging, übernahm Eagle Aviation den Großteil ihrer aus Auster Autocrat, Avro Anson, Douglas DC-3 und Percival Proctor bestehenden Flotte. Die staatliche British European Airways (BEA) beauftragte die Gesellschaft danach mit der Wiedereröffnung des Liniendienstes zwischen Nottingham/Tollerton und Jersey. Zeitgleich führte Eagle Aviation erste touristische Charterflüge für britische Reiseveranstalter in den Mittelmeerraum durch und verlegte nach der Schließung der RAF-Basis Aldermaston im April 1950 ihren Betrieb auf den Flughafen Luton. Im Sommer 1950 setzte die Gesellschaft unter anderem eine Douglas DC-3 im Wet-Lease für (die erste) Air Malta auf deren Linienstrecken von Valletta nach Catania, Kairo und Rom ein. Daneben wurden Frachtaufträge für BOAC geflogen. Im September 1950 übernahm das Unternehmen die in Nottingham/Tollerton ansässige Trent Valley Aviation mitsamt ihren Maschinen der Typen De Havilland DH.89 Dragon Rapide und Douglas DC-3. Nach dem Unfall der letzten verbliebenen Halifax kamen ab November 1950 auf den Langstreckenflügen nur noch Avro York zum Einsatz. Drei weitere Maschinen dieses Typs wurden hierzu aus dem Bestand der argentinischen Flota Aerea Mercante Argentina erworben. Im Jahr 1951 konnte Eagle Aviation langfristige Kontrakte mit der RAF abschließen und beförderte anschließend regelmäßig Militärpersonal zu den britischen Stützpunkten in Übersee.
Nachdem die britische Regierung die rechtlichen Voraussetzungen geschaffen hatte, dass private Unternehmen planmäßige Dienste auf solchen Strecken anbieten durften, die noch nicht von den staatlichen Fluggesellschaften BOAC und BEA beflogen wurden, verlegte Eagle Aviation im Jahr 1952 ihre Heimatbasis auf den Flughafen Blackbushe und eröffnete dort unter dem Namen Eagle Aircraft Services ein Wartungszentrum, in dem auch Maschinen anderer Gesellschaften überholt wurden. Im Herbst 1952 stellte das Unternehmen die ersten zwei Verkehrsflugzeuge des Typs Vickers Viking in Dienst. Parallel dazu wurden alle fünf Avro Yorks an Skyways verkauft, wodurch Eagle Aviation nur noch Kurzstreckenflugzeuge besaß.

### Eagle Airways (1953 bis 1960)

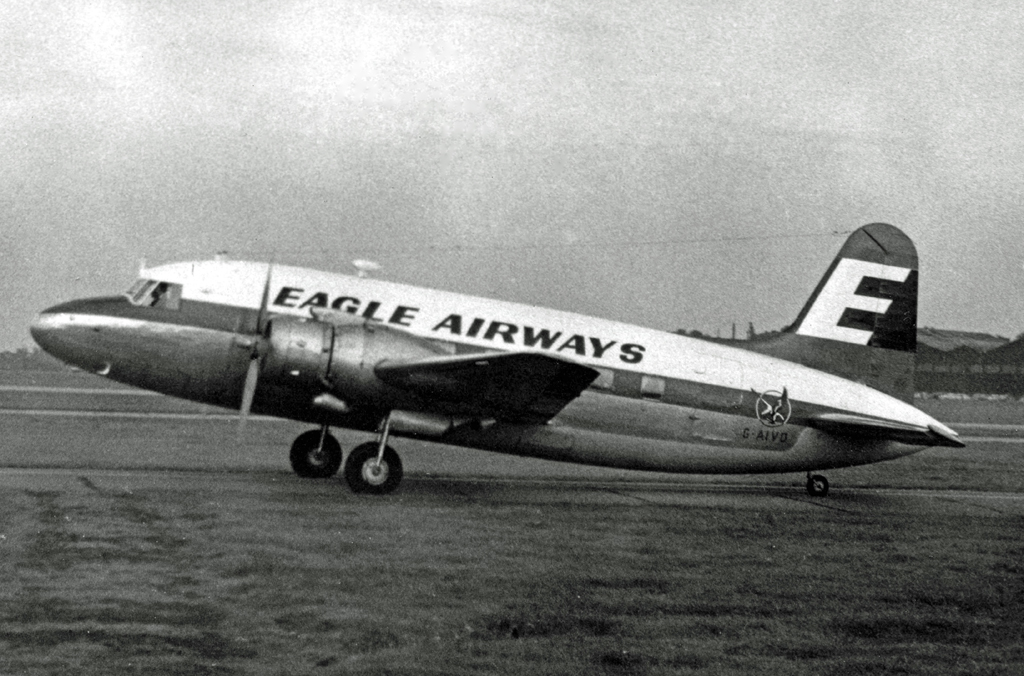
Eagle Airways führte ab 1953 Linienflüge mit Maschinen des Typs Vickers Viking durch

Am 6. Juni 1953 eröffnete Eagle Aviation ihre erste Linienstrecke vom Flughafen Blackbushe über München nach Belgrad.
Ab dem 1. Juli 1953 führte die Gesellschaft ihre Liniendienste im Außenauftritt als Eagle Airways durch, während die Charter- und Militärflüge zunächst weiterhin unter dem Namen Eagle Aviation erfolgten. Noch im selben Jahr wurden planmäßige Verbindungen nach Aalborg und Göteborg aufgenommen. Das Unternehmen stellte anschließend eine große Zahl gebraucht erworbener Vickers Viking in Dienst, die auch auf den zivilen und militärischen Charterflügen zum Einsatz kamen. Weil sich die Kabinenausstattungen der zivil und militärisch genutzten Vikings voneinander unterschieden, trugen sie firmenintern die Bezeichnungen Mayfair und Troopmaster.
Anfang 1955 bestand die Flotte der Gesellschaft aus zehn Vickers Viking und zwei Douglas DC-3. Zu dieser Zeit bot Eagle Airways Linienflüge von Blackbushe nach Belgrad, Innsbruck und Luxemburg an. Zudem wurden München und Wien planmäßig von Manchester sowie von Birmingham aus angeflogen. Das Unternehmen führte daneben saisonale Charterdienste zu weiteren europäischen Zielen durch, unter anderem nach Pisa, Turin, Valencia, Mallorca und Korsika. Obwohl der Linienverkehr defizitär war und durch Einnahmen aus den zivilen und militärischen Charterflügen ausgeglichen werden musste, eröffnete das Unternehmen in der zweiten Hälfte der 1950er-Jahre weitere Linienrouten nach Basel, Bergen, Dinard, Frankfurt, Hamburg, Kopenhagen, La Baule, Ostende, Palma de Mallorca, Pisa, Rimini sowie eine erste nationale Verbindung von Blackbushe zur Kanalinsel Jersey. Im Jahr 1959 wurde erstmals ein Gewinn im Linienbetrieb erzielt.
Der Gouverneur von Bermuda stellte dem Unternehmen Anfang 1957 Streckenrechte zwischen dem britischen Überseegebiet und New York in Aussicht, obwohl die BOAC-Tochter British West Indian Airways diese Route parallel bediente. Hierzu gründete Harold Bamberg am 26. Juli 1957 die in Hamilton ansässige Tochtergesellschaft Eagle Airways Bermuda, die ihren Betrieb am 1. Mai 1958 mit einer werksneuen Vickers Viscount 805 vom Flughafen Kindley Field zum Idlewild Airport aufnahm. Die Linienflüge waren insbesondere bei US-amerikanischen Urlaubern beliebt und erreichten eine hohe Auslastung. Weil die Tickets in US-Dollar bezahlt wurden, gelangte das Unternehmen an Devisen und konnte im August 1958 den Kauf einer fast werksneuen Douglas DC-6 finanzieren; eine zweite DC-6 wurde einen Monat später in Dienst gestellt. Eagle Airways war die erste britische Fluggesellschaft, die diesen Typ einsetzte. Im März 1959 eröffnete die bermudische Gesellschaft weitere Routen vom Flughafen Kindley Field nach Baltimore, Washington und Montreal (Kanada).
Weil BOAC keine Flüge zwischen London und Bermuda anbot, gewährte das Überseegebiet dem Tochterunternehmen bereits am 15. September 1958 Linienrechte nach Großbritannien. Die Genehmigung der britischen Regierung wurde ein Jahr später erteilt, woraufhin Eagle Airways Bermuda ab dem 13. Dezember 1959 mit einer gemieteten Douglas DC-6 der Muttergesellschaft transatlantische Flüge nach London aufnehmen konnte. Eagle Airways wurde damit auf den Nordatlantikrouten zu einer Konkurrentin der BOAC. Obwohl die britische Gesellschaft keine eigenen Streckenrechte besaß, konnte sie über das bermudische Tochterunternehmen Verbindungen von London in die USA und nach Kanada anbieten, wobei der Flughafen Kindley Field als Drehkreuz diente. Nach Gründung einer weiteren Tochtergesellschaft in Nassau nahm Eagle Airways im Frühjahr 1960 auch planmäßige Dienste von London über Bermuda zu den Bahamas auf. Hierzu wurde eine erste Bristol Britannia von Cubana geleast. Zudem erhielt das auf den Bahamas ansässige Tochterunternehmen im Januar 1960 Streckenrechte nach Miami. Die Linienflüge weckten das Interesse der Reederei Cunard Steamship Company, die seit Jahren einen stetigen Passagierrückgang im transatlantischen Schiffsverkehr verzeichnete und daher eine Beteiligung an einer Fluggesellschaft anstrebte.

### Cunard Eagle Airways (1960 bis 1963)

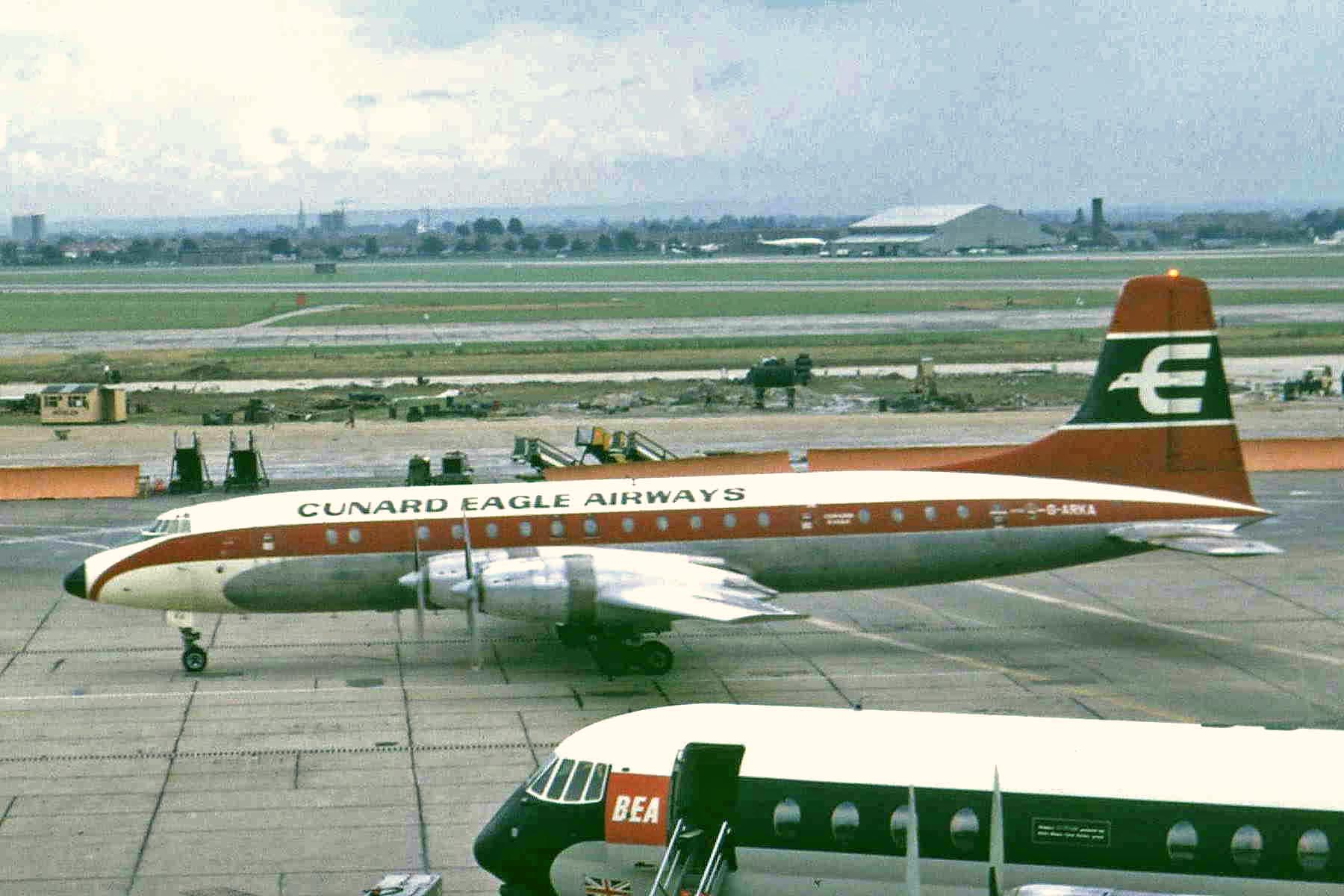
Eine Bristol Britannia in Farben der Cunard Eagle Airways auf dem Heathrow Airport

Als Harold Bamberg Anfang 1960 einen Investor suchte, um die Flotte zu modernisieren und den Ausbau des Unternehmens vorantreiben zu können, beteiligte sich die Cunard Steamship Company mit 60 Prozent an der Fluggesellschaft, die daraufhin am 19. April 1960 zur Cunard Eagle Airways umfirmiert wurde. Nach der Übernahme blieb Bamberg als Geschäftsführer tätig und hielt weiterhin eine Minderheitsbeteiligung am Unternehmen. Zeitgleich wurde der Blackbushe Airport geschlossen, woraufhin die operative Basis auf den Flughafen London-Heathrow verlegt werden musste.
Nachdem Großbritannien im Jahr 1960 mit dem Air Transport Licensing Board (ATLB) ein neues Instrument zur Vergabe von Streckenrechten geschaffen hatte, beantragte Cunard Eagle Airways eine Genehmigung für Direktflüge zwischen London und New York. Als das britische Transportministerium zusicherte, dass die Linienrechte erteilt werden würden, orderte die Gesellschaft am 21. März 1961 zwei werksneue Boeing 707-400 mit einer Kaufoption für ein drittes Flugzeug. Die staatliche Fluggesellschaft BOAC protestierte gegen die Vergabe und legte Widerspruch ein, woraufhin Cunard Eagle Airways die genehmigten Streckenrechte noch vor Auslieferung der bestellten Flugzeuge wieder entzogen wurden. Aufgrund der verfahrenen Situation nahm die Geschäftsleitung der Reederei Cunard Ende 1961 vertrauliche Gespräche mit BOAC auf, um die Möglichkeiten einer Zusammenarbeit zu erörtern. Hieraus ging im Juni 1962 die Fluggesellschaft BOAC-Cunard hervor. An diesem Joint-Venture war die Cunard Steamship Company mit 30 Prozent und BOAC mit 70 Prozent beteiligt.
Zwischenzeitlich hatte Cunard Eagle Airways ihre erste Boeing 707 am 27. März 1962 in Dienst gestellt. Das auf die bermudische Tochtergesellschaft registrierte Flugzeug kam zunächst im Pendelverkehr zwischen Bermuda und New York zum Einsatz. Am 5. Mai 1962 führte die Maschine ihren ersten transatlantischen Liniendienst von London über Bermuda nach Miami aus. Im Zuge der Übereinkunft mit BOAC gingen die auf den Bahamas und Bermudas ansässigen Tochterunternehmen der Cunard Eagle Airways Ende Juni 1962 in der neuen Schwestergesellschaft BOAC-Cunard auf. Ebenso musste Cunard Eagle Airways ihre Boeing 707 und sämtliche Transatlantikrouten an dieses Unternehmen abtreten. Durch die Kooperation mit der staatlichen BOAC hatte die Cunard Steamship Company ihr ursprüngliches Ziel, Direktflüge zwischen London und New York anzubieten, erreicht. An dem verbliebenen europäischen Streckennetz der Cunard Eagle Airways war die Schifffahrtsgesellschaft nicht interessiert. Als die Reederei Anfang 1963 erwog, die Cunard Eagle Airways an British United Airways zu verkaufen, erwarb Harold Bamberg 60 Prozent der Gesellschaftsanteile zurück und wurde damit am 14. Februar 1963 wieder zum Mehrheitseigner des Unternehmens.

### British Eagle International Airlines (1963 bis 1968)

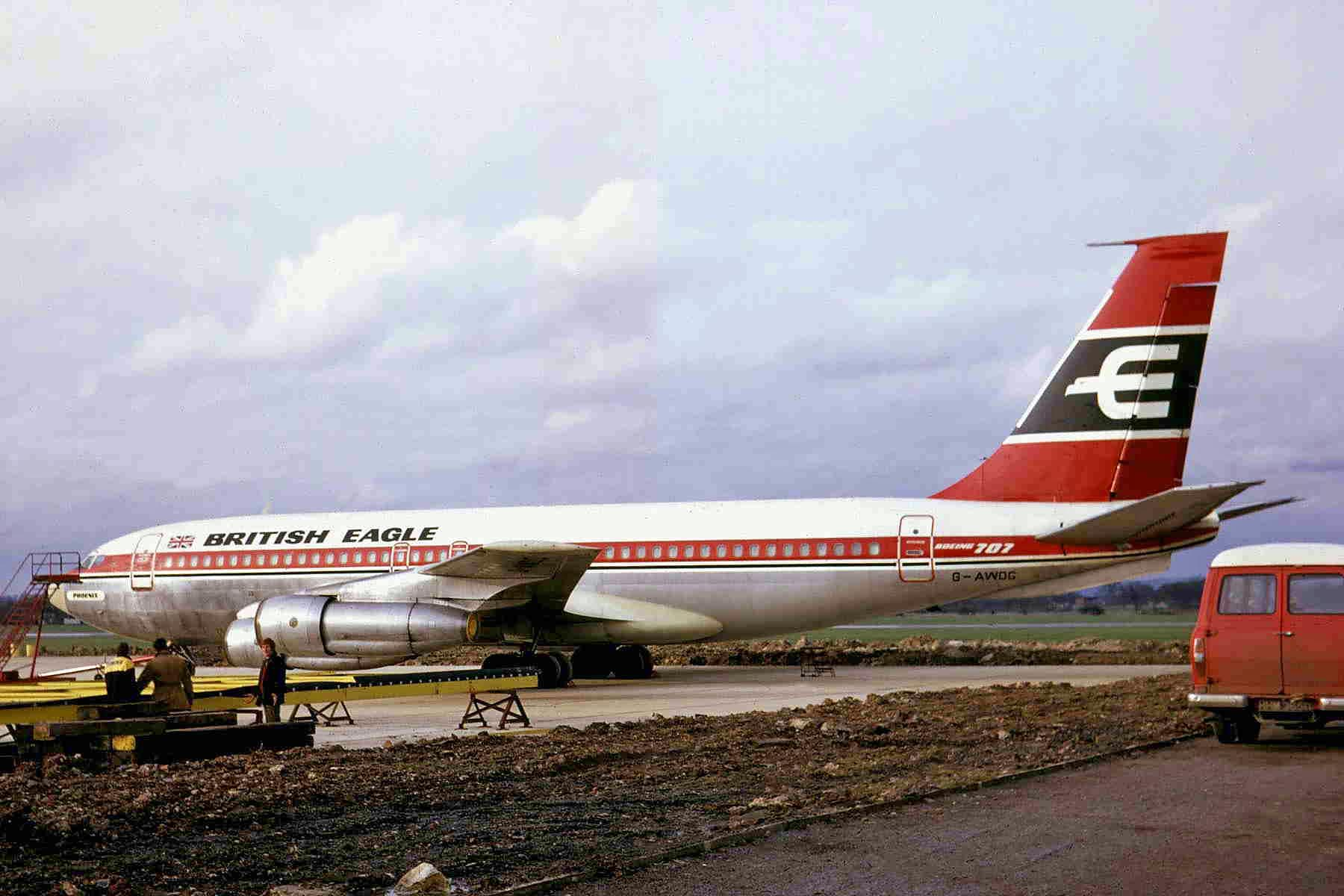
Eine der zwei Boeing 707-138B, die British Eagle Anfang 1968 von Qantas erwarb

Nach der Übernahme wurde die Gesellschaft zur British Eagle International Airlines umfirmiert und trat unter dem Markennamen British Eagle auf. Bereits als Geschäftsführer der Cunard Eagle Airways hatte Harold Bamberg Streckenrechte für nationale Linienflüge beim ATLB beantragt. Die erteilten Rechte wurden aber noch nicht genutzt, ebenso war das europäische Liniennetz in den vergangenen drei Jahren kaum erweitert worden, weil sich Cunard auf den Transatlantikverkehr konzentriert hatte. Nach Ende der Sommersaison 1963, in der British Eagle ihre Flotte insbesondere durch Charterflüge auslasten konnte, eröffnete das Unternehmen am 3. November 1963 in Konkurrenz zur BEA ihre erste nationale Linienstrecke vom Flughafen London-Heathrow nach Glasgow; planmäßige Flüge von London nach Belfast und Edinburgh wurden einen Tag später aufgenommen. Auf den nationalen Routen kamen anfangs fünf Bristol Britannia zum Einsatz, die British Eagle von BOAC gemietet hatte.

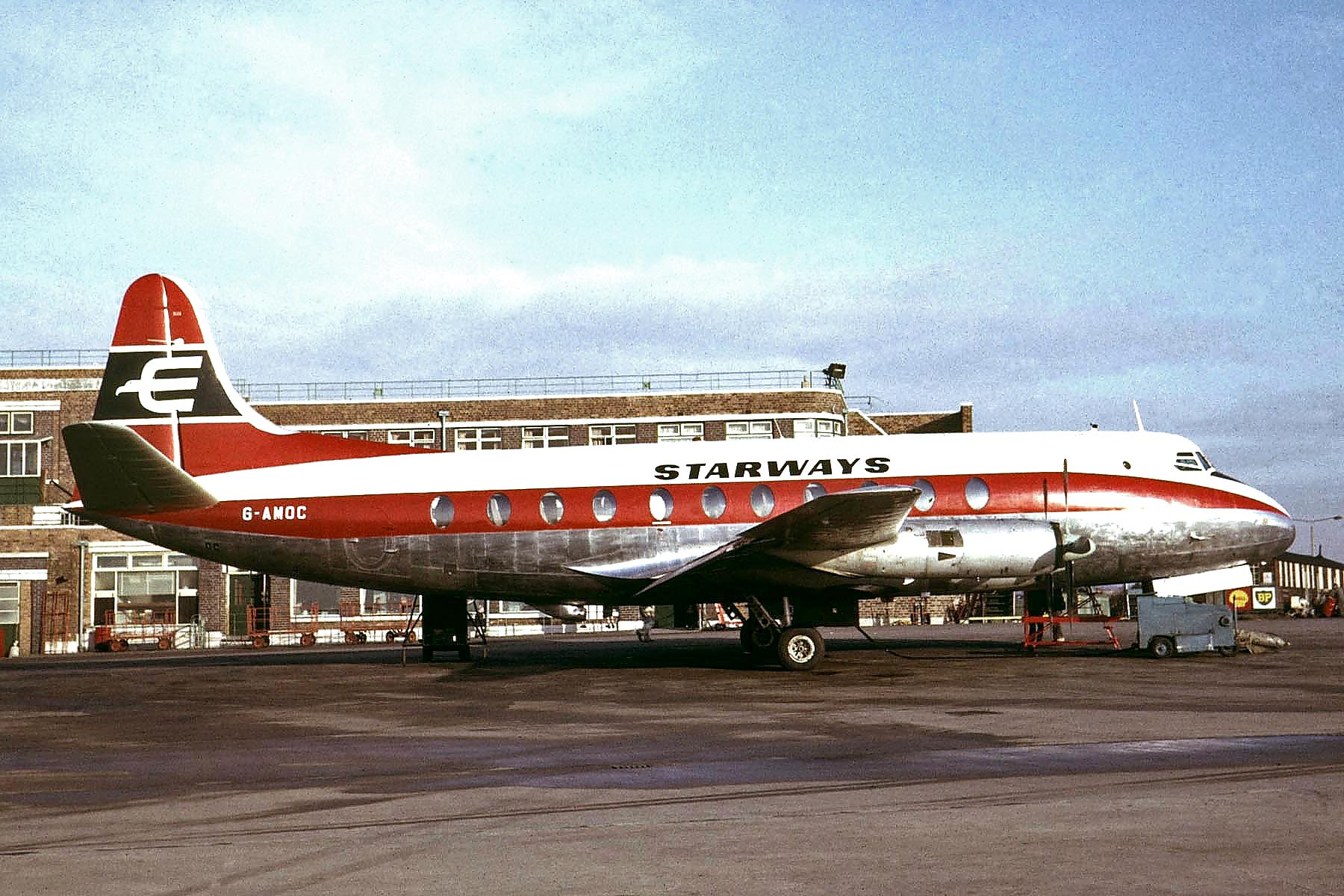
Eine Vickers Viscount der in Liverpool ansässigen Tochtergesellschaft Starways in Farben der British Eagle

Um das Streckennetz zu vergrößern, ging British Eagle im November 1963 eine Kooperation mit der in Liverpool ansässigen Fluggesellschaft Starways ein und kaufte dieses Unternehmen im Januar 1964 vollständig auf. Die übernommenen Vickers Viscount der Gesellschaft erhielten daraufhin eine Bemalung in Farben der British Eagle, mussten aber bis Mitte 1964 aus rechtlichen Gründen unter dem Markennamen Starways betrieben werden. Das Tochterunternehmen übernahm die Wartung aller Bristol Britannia und Vickers Viscount. Zudem rüstete die Werft in Liverpool erstmals zwei Britannia mit Ladetoren aus, wodurch sie als Frachtmaschinen einsetzbar waren. Im Februar 1965 stellte British Eagle ihre von London ausgehenden nationalen Liniendienste wegen zu geringen Auslastungen zeitweise ein. Nachdem der Gesellschaft vom ATLB mehr Frequenzen auf den Strecken zugebilligt wurden, erfolgte am 5. Juli 1965 die Wiederaufnahme des Linienflugbetriebs.
British Eagle gewann im Frühjahr 1964 eine Ausschreibung der RAF und konnte langfristig militärische Charterflüge nach Singapur und Hongkong durchführen. Zusätzlich wurde das Unternehmen im Sommer 1964 von der Fluggesellschaft Qantas damit beauftragt, britische Immigranten im Sub-Charter nach Australien zu befördern. Die Gesellschaft führte bis Mitte 1965 insgesamt 51 dieser Auftragsflüge mit Maschinen des Typs Bristol Britannia durch. Am 9. Mai 1966 wurden die ersten zwei geleasten BAC 1-11 auf der Route von London nach Manchester in Dienst gestellt. Nach der Übernahme weiterer Maschinen kam dieser Typ auch auf internationalen Linien- und Charterflügen zum Einsatz, unter anderem auf den neu eröffneten Strecken nach Tunis und Djerba. Zudem wurden einzelne Düsenflugzeuge zeitweise für KLM, Swissair und Scandinavian Airlines System (SAS) betrieben. Ab April 1967 setzte British Eagle die BAC 1-11 auf sämtlichen von London ausgehenden Linienflügen ein, lediglich die Verbindung nach Innsbruck wurde weiterhin mit Turboprop-Maschinen beflogen.
Um Linienverbindungen nach Australien und Hongkong aufzunehmen, bestellte die Gesellschaft im Jahr 1965 zwei Boeing 707-365C. Die erteilten Streckenrechte wurden aber, ähnlich wie bereits fünf Jahre zuvor, auf Drängen der BOAC vor Aufnahme des Flugbetriebs wieder entzogen, woraufhin das erste im Dezember 1967 ausgelieferte Flugzeug ab Anfang 1968 im Wet-Lease für Middle East Airlines (MEA) zum Einsatz kam. Die Bestellung der zweiten Maschine wurde storniert. Im Jahr 1967 gründete British Eagle erneut zwei Tochterunternehmen in Hamilton und Nassau, über die sie ab Frühjahr 1968 transatlantische Charterflüge von London zu den Bermudas und Bahamas aufnehmen konnte. Die Gesellschaft erwarb hierzu zwei Boeing 707-138B von Qantas. Zeitgleich erhielt British Eagle von britischer Seite Streckenrechte für Charterverbindungen nach Nairobi und Mombasa (Kenia).
Bereits Anfang 1968 warnte das ATLB vor einer drohenden Unterfinanzierung des Unternehmens. Das Bankhaus Kleinwort Benson zeigte sich bereit, einen weiteren Kredit in Höhe von einer Million Britischen Pfund zu gewähren, machte diese Kreditvergabe aber von personellen Veränderungen im Management abhängig, auf die sich das Unternehmen nicht einlassen wollte. Nachdem British Eagle im Verlauf des Jahres den größten Teil ihrer militärischen Auftragsdienste an BKS Air Transport verloren hatte und daneben die Zahl der touristischen Charterflüge zurückging, verschlechterte sich die wirtschaftliche Situation rapide. Ende Oktober 1968 führte eine Beschwerde der BOAC zum Entzug der transatlantischen Streckenrechte. British Eagle plante, die Langstreckenflüge zu den Bermudas und Bahamas von Luxemburg aus fortzusetzen. Als die Gesellschaft am Ende der Sommersaison 1968 weitere Finanzmittel benötigte, um die nachfrageschwachen Wintermonate zu überbrücken, fanden sich keine Kreditgeber. Am 6. November 1968 stellte British Eagle ihren Flugbetrieb ein und meldete Insolvenz an.

## Flotte

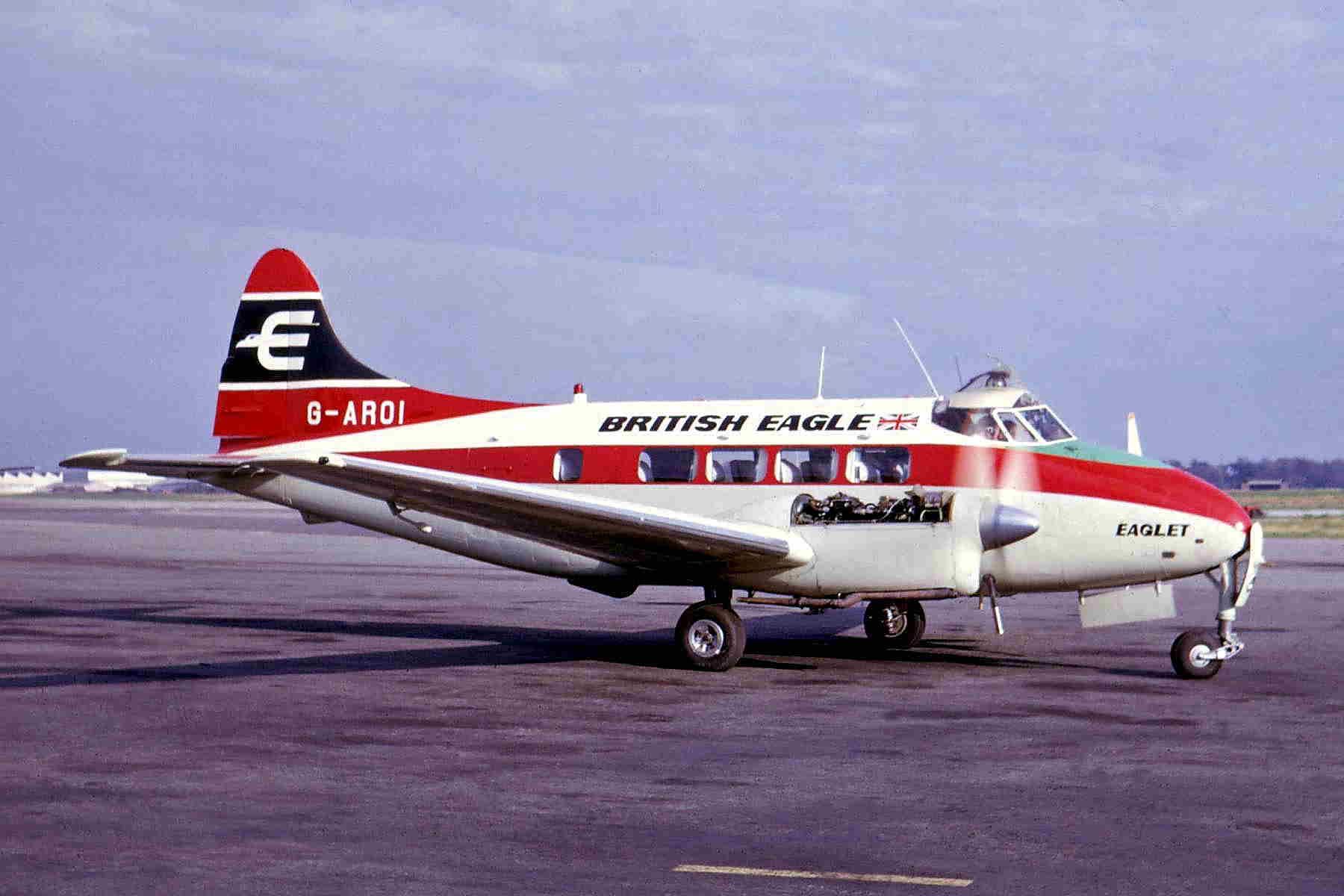
De Havilland DH.104 Dove wurden unter anderem im Zubringerverkehr von Dundee nach Glasgow eingesetzt

### Flotte bei Betriebseinstellung
Zum Zeitpunkt der Betriebseinstellung bestand die Flotte aus sieben BAC 1-11, drei Boeing 707, dreizehn Bristol Britannia, einer De Havilland Dove und drei Vickers Viscount.

### Zuvor eingesetzte Flugzeuge
| - Airspeed Consul und Oxford - Auster Autocrat - Avro 748 - Avro Anson - Avro Lancaster (ziviler Umbau) - Avro Lincoln (ziviler Umbau) - Avro York - Bristol 170 - De Havilland DH.89 Dragon Rapide | - De Havilland DH.114 Heron - Douglas DC-3 bzw. C-47 - Douglas DC-4 bzw. C-54 - Douglas DC-6A und DC-6B - Handley Page Halifax (ziviler Umbau) - Miles Gemini - Miles Hawk Trainer III - Percival Proctor - Vickers Valetta - Vickers Viking 1, 1A, 1B, 3B |

## Zwischenfälle

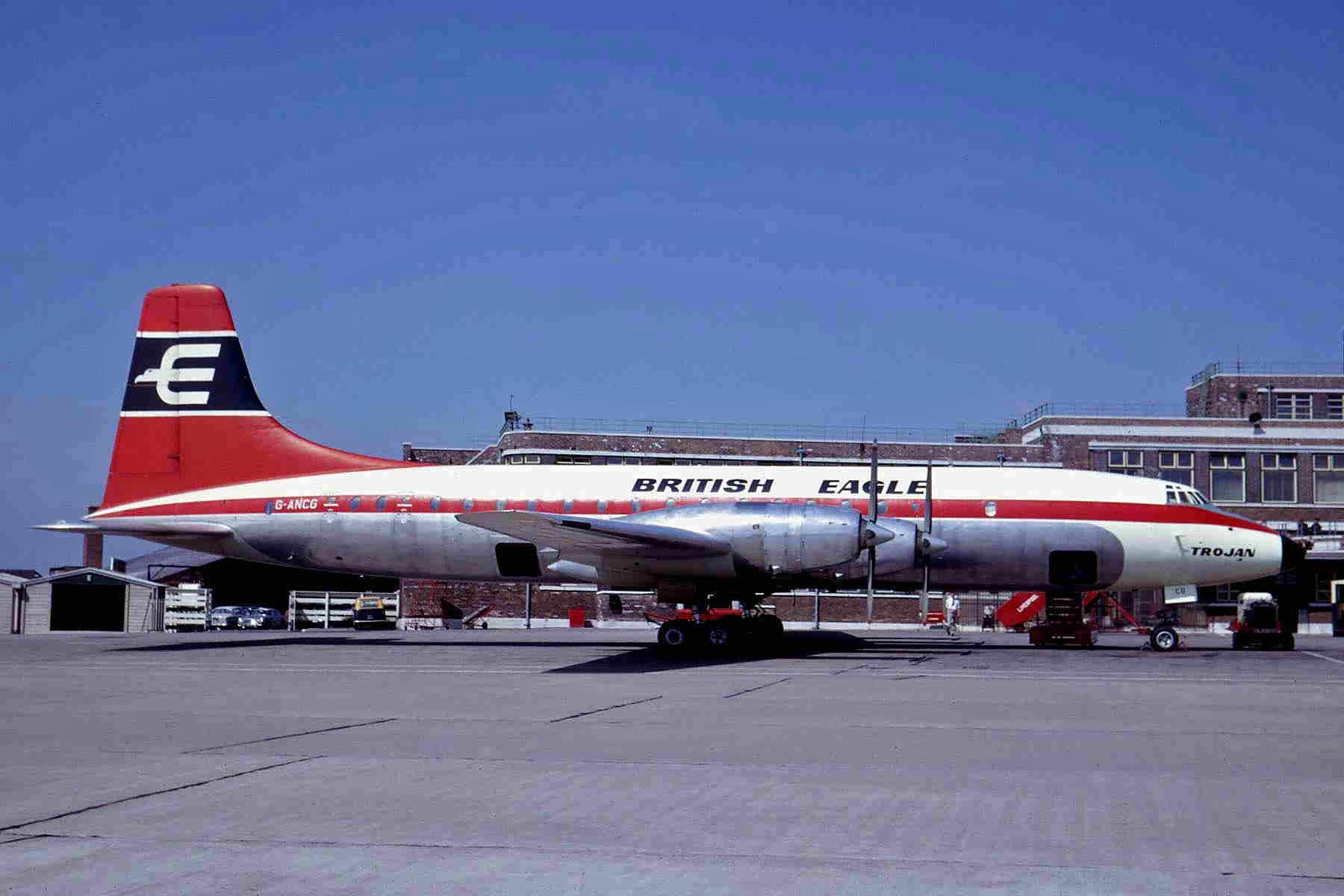
Diese Bristol Britannia (G-ANCG) verunglückte am 20. April 1967 auf dem Manston Airport

- Am 20. November 1950 stürzte ein Frachtflugzeug des Typs Handley Page Halifax (Luftfahrzeugkennzeichen G-AIAP) nach dem Start vom Flughafen Dum Dum in Kalkutta (Indien) ab. Zwei der sechs Besatzungsmitglieder kamen ums Leben.[36][37]

- Am 24. August 1952 musste bei einer Avro York C.1 der Eagle Aviation (G-AGNZ) nach dem Start vom Flugplatz Berlin-Gatow (Deutschland) das Triebwerk Nr. 1 abgestellt werden. Noch während der Rückkehr zum Startflugplatz breitete sich jedoch rasch ein Feuer im Triebwerk aus, wodurch die Besatzung zu einer Notlandung in einem Feld bei Potsdam gezwungen wurde. Dabei wurde eines der drei Besatzungsmitglieder des Frachtfluges getötet.[38]

- Am 20. Dezember 1953 wurde eine Vickers Viking 1B der Eagle Aviation (G-AHPO) nach einem Landeunfall auf vereister Landebahn am Flughafen Nürnberg-Fürth als Totalverlust verbucht. Die dreiköpfige Besatzung des Frachtfluges überlebte.[39][40]

- Am 1. Mai 1957 verunglückte eine Vickers Viking 1B (G-AJBO) nahe dem Flughafen Blackbushe, nachdem beim Start das linke Triebwerk ausgefallen war. Die Maschine schlug 1200 Meter vor der Landebahnschwelle auf. Von den 35 Insassen überlebte nur ein Passagier.[41]

- Am 26. Februar 1958 wurde eine geparkte Vickers Viking 1 (G-AGRT) auf der RAF-Basis El Adem in Libyen durch ein Feuer zerstört.[42]

- Am 22. Dezember 1959 kam eine Vickers Viking 1B (G-AMGG) bei der Landung auf dem Flugplatz Inezgane bei Agadir (Marokko) aufgrund eines geplatzten Reifens von der Bahn ab. Alle 36 Insassen überlebten den Unfall. Aufgrund der Schadenshöhe wurde die Maschine als Totalverlust abgeschrieben.[43]

- Am 26. März 1961 brannte eine Douglas DC-6A der Cunard Eagle Airways (G-APOM) nach einem Landeunfall auf dem Flughafen Shannon (Irland) aus. Bei einem Touch-and-Go wurde das Fahrwerk eingefahren, obwohl die Maschine noch am Boden rollte. Die Maschine befand sich auf einem Trainingsflug. Alle sechs Besatzungsmitglieder, die einzigen Insassen, überlebten.[44]

- Am 9. August 1961 wurde eine Vickers Viking 3B der britischen Cunard Eagle Airways (G-AHPM) 54 km nordöstlich von Stavanger (Norwegen) in einem Berg geflogen. Die Piloten waren auf dem Weg von London Heathrow zum Flughafen Stavanger von der üblichen Anflugroute abgewichen. Durch diesen CFIT (Controlled flight into terrain) wurden alle 39 Insassen getötet.[45]

- Am 29. Februar 1964 flog eine Bristol Britannia (G-AOVO) auf dem British-Eagle-Flug 802 bei schlechten Sichtbedingungen gegen den Berg Glungezer. Die Maschine befand sich im Anflug auf Innsbruck. Bei diesem bislang schwersten Flugunfall in Österreich kamen alle 83 Insassen ums Leben.

- Am 20. April 1967 führten die Piloten einer Bristol Britannia der British Eagle (G-ANCG) nach einem Hydraulikausfall eine Notlandung auf einem Schaumteppich am Flughafen Manston durch. Die Maschine setzte mit eingefahrenem Fahrwerk auf und wurde irreparabel beschädigt. Alle 11 Besatzungsmitglieder und 54 Passagiere überlebten.[46]

- Am 9. August 1968 stürzte eine Vickers Viscount (G-ATFN) auf dem British-Eagle-Flug 802 nahe Langenbruck infolge eines strukturellen Versagens beider Tragflächen ab. Die Maschine schlug auf der Bundesautobahn 9 auf. Bei dem Flugunfall kamen alle 48 Insassen ums Leben.[47]

## Trivia
- Mehrere von British Eagle eingesetzte Maschinen blieben als Museumsflugzeuge erhalten, darunter eine Douglas DC-6A/C (Kennzeichen G-APSA, c/n 45497), welche als drittes Flugzeug dieses Typs im Januar 1959 erworben wurde. Die Maschine, die bis 2008 in einem lufttüchtigen Zustand war, befindet sich in Besitz der Air Atlantique. Die Demokratische Republik Kongo nutzt eine der 1968 in Dienst gestellten Boeing 707-138B als Regierungsflugzeug.[48]
- Ab Januar 1966 setzte die Gesellschaft eine Bristol Britannia für den südafrikanischen Reiseveranstalter TFC Orient auf 16-tägigen Rundreisen von Johannesburg über Luanda (Angola) nach Rio de Janeiro (Brasilien) ein. British Eagle war das erste Unternehmen, das kommerzielle Flüge zwischen Südafrika und Südamerika durchführte.[49][50]